# Białaczów (gmina)
Pour les articles homonymes, voir Białaczów.
Białaczów est une gmina (commune) rurale (gmina wiejska) du powiat d'Opoczno, dans la Voïvodie de Łódź, dans le centre de la Pologne.
Son siège administratif (chef-lieu) est le village de Białaczów, qui se situe environ 10 kilomètres (km) au sud d'Opoczno (siège du powiat) et 79 kilomètres au sud-est de la capitale régionale Łódź (capitale de la voïvodie).
La gmina couvre une superficie de 114,49 km2 pour une population de 5 980 habitants en 2006.

## Géographie
La gmina inclut les villages et localités de :
- Białaczów
- Kuraszków
- Miedzna Drewniana
- Ossa
- Parczów
- Parczówek
- Petrykozy
- Radwan
- Sędów
- Skronina
- Sobień
- Wąglany
- Zakrzów
- Żelazowice

### Gminy voisines
La gmina de Białaczów est voisine des gminy suivantes :
- Gowarczów
- Końskie
- Opoczno
- Paradyż
- Sławno
- Żarnów

## Administration
De 1975 à 1998, le village était attaché administrativement à l'ancienne voïvodie de Piotrków.

Depuis 1999, il fait partie de la nouvelle voïvodie de Łódź.

## Structure du terrain
D'après les données de 2007, la superficie de la commune de Białaczów est de 114,49 kilomètres carrés, répartis comme telle :
- terres agricoles : 53 %
- forêts : 37 %

La commune représente 11,02 % de la superficie du powiat.

## Démographie
Données du 31 décembre 2007 :
| Description        | Total  | Total | Femmes | Femmes | Hommes | Hommes |
| ------------------ | ------ | ----- | ------ | ------ | ------ | ------ |
| Unité              | Nombre | %     | Nombre | %      | Nombre | %      |
| Population         | 5 952  | 100   | 2 996  | 50,3   | 2 956  | 49,7   |
| Densité (hab./km²) | 52     | 52    | 26     | 26     | 26     | 26     |